# Jermenovci
Jermenovci (en serbe cyrillique : Јермeновци ; en hongrois : Űrményháza ; en allemand : Ürmenhausen est un village de Serbie situé dans la province autonome de ¨Voïvodine. Il fait partie de la municipalité de Plandište dans le district du Banat méridional. Au recensement de 2011, il comptait 907 habitants.
En serbe, le nom de Jermenovci signifie « l'endroit des Arméniens ».
Le village est situé à 8 km de Plandište, à 21 km de Vršac et à 62 km de Belgrade.

## Démographie

### Évolution historique de la population
| 1948  | 1953  | 1961  | 1971  | 1981  | 1991  | 2002  | 2011 |
| ----- | ----- | ----- | ----- | ----- | ----- | ----- | ---- |
| 1 724 | 1 714 | 1 792 | 1 672 | 1 454 | 1 158 | 1 033 | 907  |

|  |